# Lobo occipitale
Il lobo occipitale è uno dei quattro lobi principali della corteccia cerebrale nel cervello dei mammiferi. Il lobo occipitale costituisce l'estremità posteriore degli emisferi telencefalici, allungandosi all'indietro a costituire il polo occipitale. Si estende su tutte e tre le facce dell'emisfero (mediale, laterale ed inferiore).

## Organizzazione anatomica
La faccia laterale del lobo occipitale è separata anteriormente dal lobo parietale per mezzo di un solco mal definito, la scissura parietoccipitale, mentre non presenta limiti di sorta con il lobo temporale. Su di essa si individuano due solchi a decorso pressoché orizzontale, la scissura occipitale superiore e la scissura occipitale inferiore, che a loro volta individuano tre circonvoluzioni occipitali (superiore, media, inferiore).
La faccia mediale (o cuneo) del lobo occipitale è solcata dalla scissura calcarina. La porzione di corteccia che si dispone attorno a questa scissura prende il nome di area visiva primaria (area 17), che perciò è poco visibile dall'esterno: attorno a questa si vengono a disporre altre due aree, l'area visiva secondaria (area 18) e, ancora più lateralmente, l'area visiva terziaria (area 19). A queste aree giungono afferenze retiniche veicolate dalla via visiva centrale, che si arresta per la maggior parte a livello dell'area 17, ma parzialmente anche alle aree 18 e 19.
La faccia inferiore del lobo occipitale presenta una scissura collaterale, a decorso anteroposteriore, che individua una circonvoluzione occipitale laterale e una circonvoluzione occipitale (od occipitotemporale) mediale. Quest'ultima è a sua volta suddivisa in una porzione anteriore (circonvoluzione paraippocampica o circonvoluzione dell'ippocampo) e in una porzione posteriore (lobulo linguale).